# فرانك بيكر (لاعب كرة قاعدة أمريكي)
فرانك بيكر (بالإنجليزية: Frank Baker)‏ هو لاعب كرة قاعدة أمريكي، ولد في 29 أكتوبر 1946 في ميريديان في الولايات المتحدة.

## وصلات خارجية
- فرانك بيكر (لاعب كرة قاعدة أمريكي) على موقع دوري كرة القاعدة الرئيسي (الإنجليزية)
- فرانك بيكر (لاعب كرة قاعدة أمريكي) على موقعبيزبول رفرنس.كوم (الدوري الرئيسي) (الإنجليزية)